# Vertrauensschutz
Vertrauensschutz ist ein Rechtsgrundsatz, welcher besagt, dass ein vom Bürger entgegengebrachtes Vertrauen von der Rechtsordnung zu schützen ist.
In Deutschland wird er aus dem verfassungsrechtlichen Rechtsstaatsprinzip (Art. 20 des Grundgesetzes) abgeleitet; in der Schweiz und im Fürstentum Liechtenstein ist verfassungsrechtliche Grundlage das Willkürverbot.
Im öffentlichen Recht äußert sich der Grundsatz des Vertrauensschutzes z. B. darin, dass der Bürger sich bei seinen Dispositionen auf die bestehende Rechtslage verlassen darf und bei Gesetzesänderungen keine für den Bürger nachteiligen Rückwirkungen in Kraft treten dürfen. Eine weitere Auswirkung ist, dass im deutschen Recht Verwaltungsakte, welche den Bürger begünstigen, nur mit Wirkung für die Zukunft oder bei fehlender Schutzwürdigkeit des Bürgers aufgehoben werden dürfen (§ 48, § 49 Verwaltungsverfahrensgesetz).
Im Sozialrecht ist der Vertrauensschutz in § 45 Absatz 2 SGB X normiert.
Auch im Zivilrecht kommt der Grundsatz des Vertrauensschutzes zur Geltung, indem z. B. das Vertrauen des Erwerbers, dass der Besitzer einer Sache auch zur Übereignung berechtigt ist, geschützt wird (siehe näher unter Gutgläubiger Erwerb vom Nichtberechtigten).